# Oskar Petersson
Den här sidan handlar om läkaren Oskar Petersson. För nykterhetsmannen, se Oskar Petersson (nykterhetskämpe).
Oskar Viktor Petersson, född 5 november 1844 i Knivsta socken, död 8 december 1912 i Åtvidaberg, var en svensk läkare. Han var far till Anna Petrus.
Petersson blev student vid Uppsala universitet 1863, medicine licentiat 1874 samt medicine doktor 1875 på avhandlingen Fall af nybildningar i hjernan jemte några ord om hjerntumörernas diagnos, förordnades 1875 till docent i praktisk medicin vid Uppsala universitet, utnämndes 1884 till extra ordinarie professor i pediatrik och praktisk medicin där samt 1904 till överläkare vid Akademiska sjukhusets avdelning för bröstsjuka (tuberkulos). Från professuren och överläkartjänsten tog han 1909 avsked som emeritus. 
Petersson vann främst anseende som lärare i fysikalisk diagnostik. Förutom en mängd främst kasuistiska meddelanden i Uppsala läkarförenings förhandlingar utgav han Kliniska studier beträffande de perkussoriska förhållandena öfver hjertat (1889–1891) samt erhöll 1900 av Svenska Läkaresällskapet Alvarengas pris för ett arbete om Infektionsfaran vid lungtuberkulos. Sedan 1893 var han ledamot av Vetenskapssocieteten i Uppsala.